# Гокта (водоспад)
Водоспад Гокта (ісп. La Catarata Gocta, відомий серед місцевих індіанців як La Chorrera) — водоспад з двох каскадів в перуанській провінції Чачапояс, висота якого становить 771 м. Розташований в Амазонії, приблизно за 700 км на північний схід від Ліми. Водоспад був відкритий для європейського населення Перу в 2005 році, експедицією Едварда Сміта, Джозефа Валле і Германа Зімендорфа. За даними експедиції, опублікованими 11 березня 2006 року, висота водоспаду становить 771 м, що робить Гокту третім за висотою водоспадом у світі. Проте, за іншими даними водоспад є 15-тим або навіть 16-тим за висотою. Назва водоспаду походить від назви найближчого індіанського поселення.

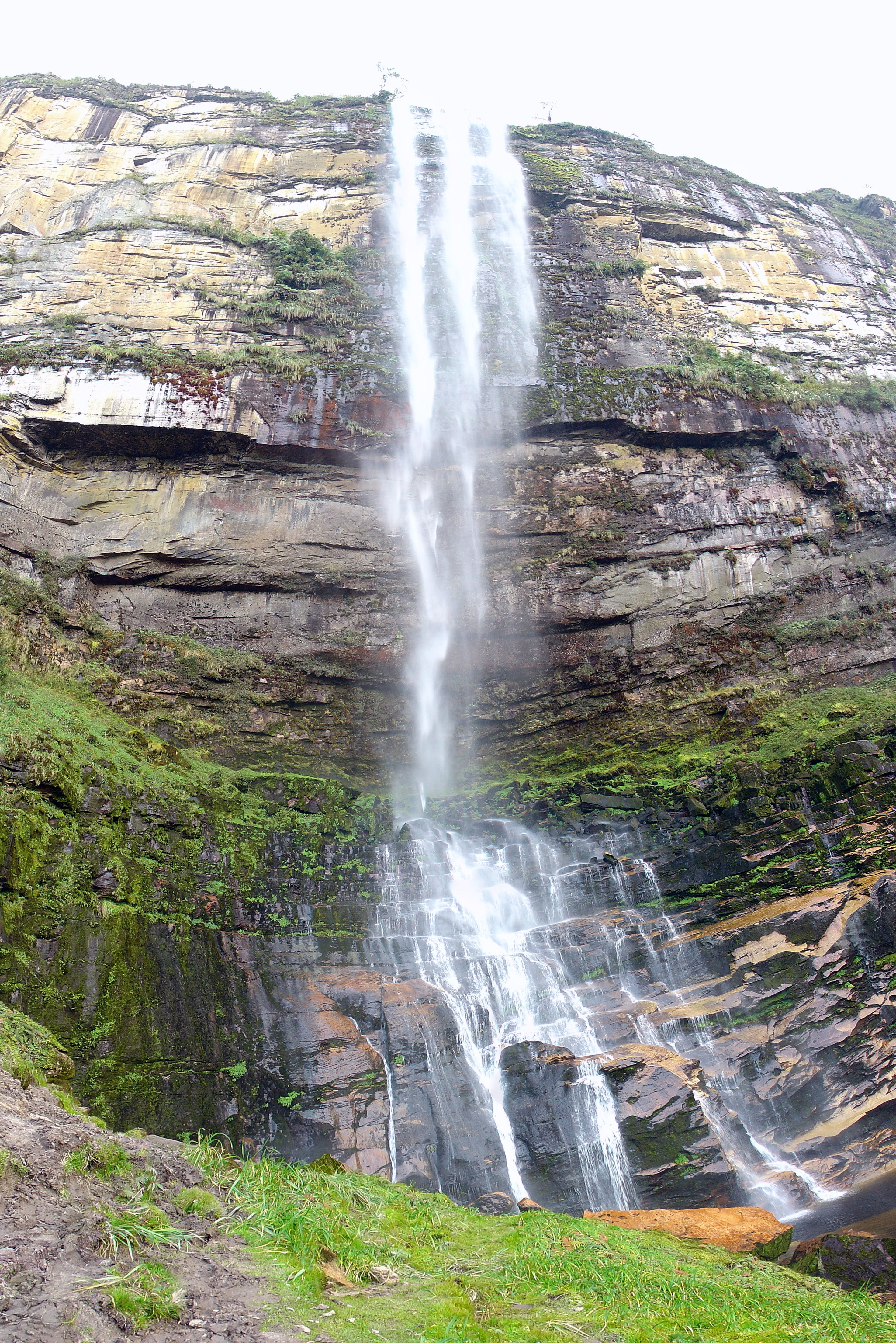
Верхня частина водоспаду

13 березня 2006 року перуанський уряд оголосив (згідно з публікацією в перуанській газеті Ла-Републіка), що навколо водоспаду буде створена необхідна інфраструктура для відвідування його туристами.